# Malán Mihály
Malán Mihály (Zólyom, 1900. szeptember 16. – Budapest, 1968. október 13.) magyar antropológus.

## Életútja
Orvosi és bölcsészeti tanulmányokat Budapesten folytatott (1918–26), kettős doktorátust szerzett. A sport-embertani laboratórium vezetője a budapesti Testnevelési Főiskolán (1932–40). A kolozsvári Ferenc József Tudományegyetem embertani tanszékének tanára (1940–46), majd a Magyar Nemzeti Múzeum, illetve Magyar Természettudományi Múzeum embertani munkatársa Budapesten (1946–58), az antropológia professzora Debrecenben nyugdíjazásáig (1967). Erdélyi éveiben a Hitel munkatársa: egy tanulmányában (1942/5) „a kelet-európai szláv népek születési intenzitásának a nyugat- és közép-európai népeket jóval meghaladó mértékét” elemzi statisztikailag, s a születések csökkenésének megállítását nemzeti feladatnak tekinti. Az Erdélyi Tudományos Intézet embertani szakosztályának élén 3000 felnőtt személy adatait felvételezve elvégezte a Bukovinából áttelepedő hadikfalvi és józseffalvi székelyek antropológiai vizsgálatát.

## Főbb munkái
- Adatok a lengyel őstelep neolith-kori lakóinak anthropológiájáról (Bp. 1929)
- Mindennapi testgyakorlás és testfejlődés (Bp. 1936)
- A székelyek termete (Múzeumi Füzetek 2–4. Kv. 1944)
- Az élő magyarság embertani kutatása (Bp. 1947)
- Ikrek és ikerkutatás (Bp. 1962).